# Georg Waldau
Georg Waldau (Jürgen Waldow), född troligen 1626 i Stockholm, död 1674 i Stockholm, var en svensk målare.

## Biografi
Georg Waldau var son till hovtrumpetaren Vilhelm Waldau och drottning Kristinas amma Anna von der Linde (senare omgift med köksmästaren vid hovet Dietrich Mein). Om Waldaus första äktenskap finns inga bevarade handlingar men han var gift andra gången med Catharina Gröning (omgift 1675 med Henrik Schütz) och far till Johan Jacob Waldau. Han ammades och växte upp tillsammans med drottning Kristina och kom att få stort åtnjutande av hennes välvilja. Hon skrev 1641 till riks- och kammarrådet där hon befallde dem att utbetala 300 riksdaler årligen till Waldau så att han skulle kunna studera konst i Amsterdam. Den svenska agenten Michel Le Blon fick i uppdrag att ägna uppmärksamhet åt Waldaus utbildning och leverne. På rekommendation från Le Blon fick han studera för Joachim von Sandrart men när Sandrart efter något år lämnade Amsterdam stod Waldau utan lärare. Drottningen anmodade då genom brev till kommissarien i Amsterdam Harald Appelbom 1645 att genom Le Blons förmedling sätta Waldau i lära för Jacob Jordaens i Antwerpen ett par år eftersom han var för ung för att sändas till Italien. Appelbom svarar i ett brev att han kontaktat Jordaens men denne avrått dem från att resa till Antwerpen eftersom det var oroliga tider där. Le Blon ansåg att det var bäst att den unge Waldau stannade i Amsterdam eller sända honom till hans forne lärare i Tyskland och sedan låta honom fortsätta studierna i Italien. De elevarbeten han målade i Amsterdam översändes allt eftersom de blev klara till Stockholm. Efter sina studier reste han till Paris där han 1649 befann sig i stort ekonomiskt trångmål. Till en av drottning Kristinas födelsedagar överlämnade han målningen Abrahams offer. Han blev erbjuden att träda i tysk furstetjänst som målare men han avböjde eftersom han tänkt sig bli hovmålare i Stockholm, vilket inte infriades.